# Pommeret
Pour les articles homonymes, voir Pommeret (homonymie).
Pommeret [pɔmʁɛ] est une commune du département des Côtes-d'Armor, dans la région Bretagne, en France. Ses habitants sont les Pommeretois.

## Géographie
Pommeret est une commune située dans les Côtes-d'Armor, en Bretagne, en France.
Elle fait partie du canton de Lamballe appartenant à l'arrondissement de Saint-Brieuc. Le code postal est 22120 et le code Insee est 22246.
Elle est située entre Lamballe et Saint-Brieuc à une altitude d'en moyenne 69 m (35 m pour le minimum et 80 m pour le maximum). Elle est à une latitude 48° 27' 48° Nord et à une longitude 2° 37' 30'' Ouest.
En 1999, sa population était de 1 712 habitants (Pommeretois et Pommeretoises) mais c'est une commune en plein accroissement. Sa superficie est de 13,35 km2. Sa densité de population était de 152 hab./km2.
| Yffiniac | Hillion  | Coëtmieux |
|          | Pommeret |           |
| Quessoy  |          | Meslin    |

### Hydrographie
Pour un article plus général, voir Réseau hydrographique des Côtes-d'Armor.
La commune est située dans le bassin Loire-Bretagne. Elle est drainée par l'Evron, le Cré, le ruisseau le Colombier et un autre petit cours d'eau,.
L'Évron, d'une longueur de 26 km, prend sa source dans la commune de Plémy et se jette  dans le Gouessant à Lamballe-Armor, après avoir traversé dix communes.  Les caractéristiques hydrologiques de l'Évron sont données par la station hydrologique située sur la commune de Coëtmieux. Le débit moyen mensuel est de 1,14 m3/s. Le débit moyen journalier maximum est de 26,5 m3/s, atteint lors de la crue du 28 février 2010. Le débit instantané maximal est quant à lui de 35,1 m3/s, atteint le même jour.

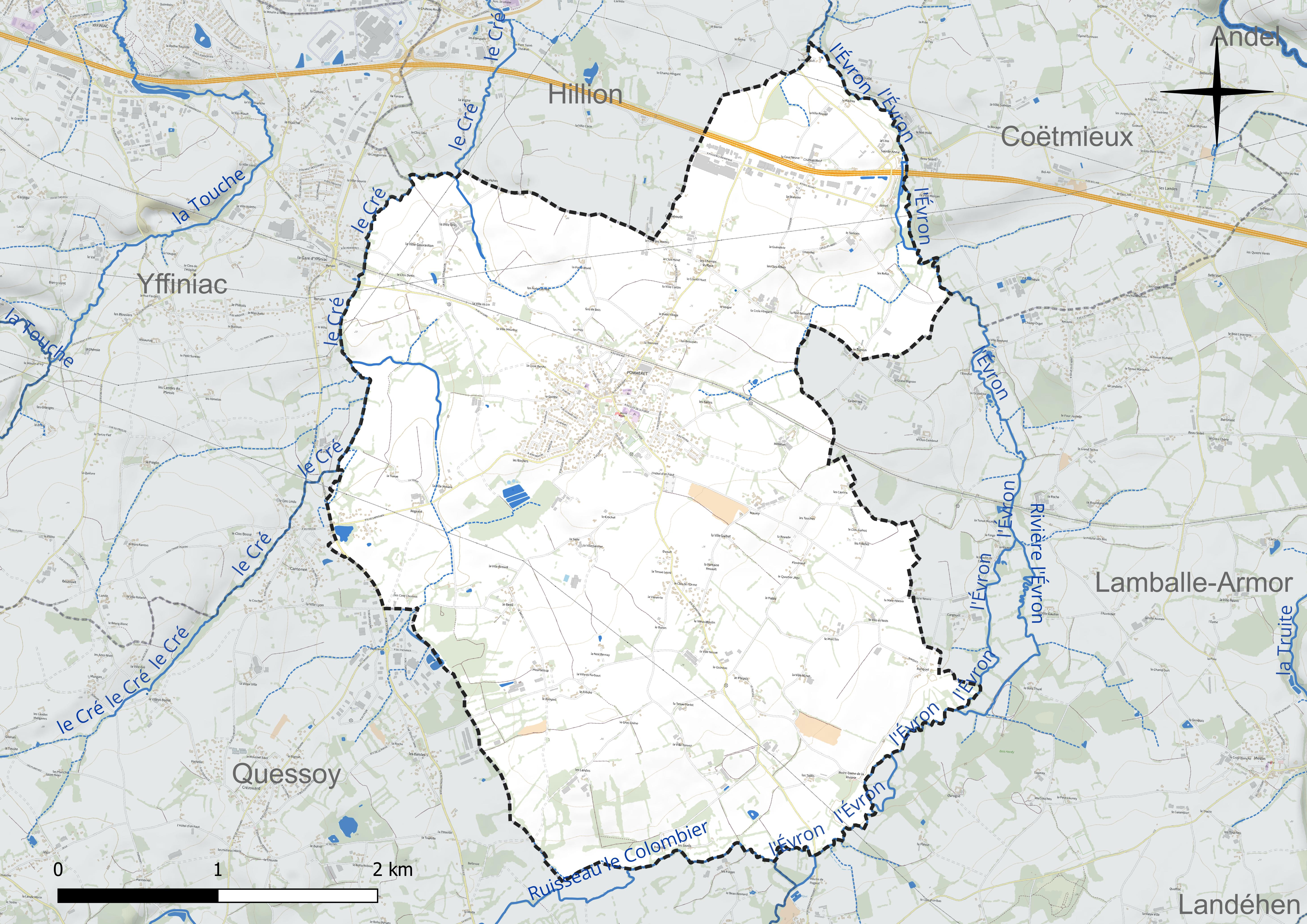
Réseau hydrographique de Pommeret.

Le Cré, d'une longueur de 11 km, prend sa source dans la commune de Quessoy et se jette  dans la baie de Saint-Brieuc à Hillion, après avoir traversé quatre communes. 

### Climat
Pour des articles plus généraux, voir Climat de la Bretagne et Climat des Côtes-d'Armor.
En 2010, le climat de la commune est de type climat océanique franc, selon une étude du CNRS s'appuyant sur une série de données couvrant la période 1971-2000. En 2020, Météo-France publie une typologie des climats de la France métropolitaine dans laquelle la commune est exposée à un climat océanique et est dans la région climatique Finistère nord, caractérisée par une pluviométrie élevée, des températures douces en hiver (6 °C), fraîches en été et des vents forts. Parallèlement l'observatoire de l'environnement en Bretagne publie en 2020 un zonage climatique de la région Bretagne, s'appuyant sur des données de Météo-France de 2009. La commune est, selon ce zonage, dans la zone « Intérieur », exposée à un climat médian, à dominante océanique.
Pour la période 1971-2000, la température annuelle moyenne est de 11,4 °C, avec une amplitude thermique annuelle de 11,2 °C. Le cumul annuel moyen de précipitations est de 688 mm, avec 11,9 jours de précipitations en janvier et 6,1 jours en juillet. Pour la période 1991-2020, la température moyenne annuelle observée sur la station météorologique la plus proche, située sur la commune de Plœuc-L'Hermitage à 16 km à vol d'oiseau, est de 11,1 °C et le cumul annuel moyen de précipitations est de 954,7 mm,. Pour l'avenir, les paramètres climatiques de la commune estimés pour 2050 selon différents scénarios d’émission de gaz à effet de serre sont consultables sur un site dédié publié par Météo-France en novembre 2022.

## Urbanisme

### Typologie
Au 1er janvier 2024, Pommeret est catégorisée ceinture urbaine, selon la nouvelle grille communale de densité à 7 niveaux définie par l'Insee en 2022.
Elle appartient à l'unité urbaine de Pommeret, une agglomération intra-départementale dont elle est ville-centre,. Par ailleurs la commune fait partie de l'aire d'attraction de Saint-Brieuc, dont elle est une commune de la couronne,. Cette aire, qui regroupe 51 communes, est catégorisée dans les aires de 200 000 à moins de 700 000 habitants,.

### Occupation des sols
L'occupation des sols de la commune, telle qu'elle ressort de la base de données européenne d’occupation biophysique des sols Corine Land Cover (CLC), est marquée par l'importance des territoires agricoles (91,4 % en 2018), en diminution par rapport à 1990 (92,7 %). La répartition détaillée en 2018 est la suivante :
terres arables (77,3 %), zones agricoles hétérogènes (12,2 %), zones urbanisées (5 %), zones industrielles ou commerciales et réseaux de communication (2,2 %), prairies (1,9 %), forêts (1,4 %). L'évolution de l’occupation des sols de la commune et de ses infrastructures peut être observée sur les différentes représentations cartographiques du territoire : la carte de Cassini (XVIIIe siècle), la carte d'état-major (1820-1866) et les cartes ou photos aériennes de l'IGN pour la période actuelle (1950 à aujourd'hui).

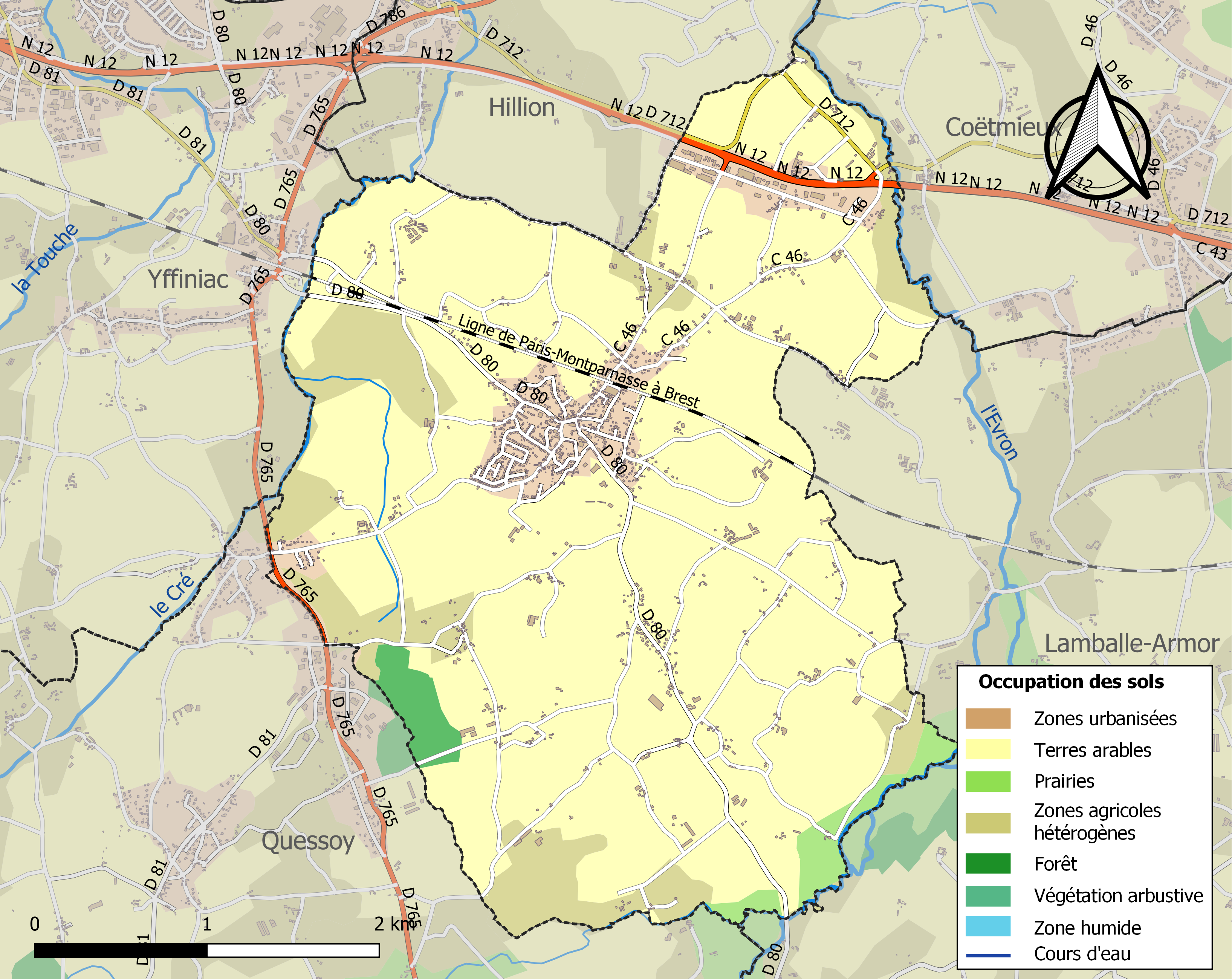
Carte des infrastructures et de l'occupation des sols de la commune en 2018 (CLC).

## Toponymie
Le nom de la localité est attesté sous les formes Parochia de Pommeret en 1309, Pomeroit en 1319, Pomeret en 1391, Pomeroyt en 1426, Pomeret en 1460, Pommeroit en 1480, Pommeret en 1490, Pommeré en 1569.
Pommeret vient du bas latin pommeretum, du latin pomaretum (« pommeraie »).

## Histoire

### Moyen-Âge
Le premier moulin à vent connu en Bretagne est celui de Pommeroit (Pommeret)[réf. nécessaire].

### Révolution française
Le 23 mars 1793, Pommeret est la première commune des Côtes-du-Nord à se soulever contre la Convention qui vient de voter la « Levée en masse ». Les jeunes du bourg arrachent les registres des commissaires venus leur imposer le tirage au sort des « volontaires ».
La commune inspirera les communes alentour, notamment Bréhand. Cette dernière commune placera Boishardy à sa tête, chef chouan charismatique.

### LeXXesiècle

#### Les guerres duXXesiècle
Le monument aux Morts porte les noms de 55 soldats morts pour la Patrie :
- 48 sont morts durant la Première Guerre mondiale.
- 6 sont morts durant la Seconde Guerre mondiale.
- 1 est mort durant la Guerre d'Algérie.

## Politique et administration
| Période                                  | Période                       | Identité           | Étiquette | Qualité |
| ---------------------------------------- | ----------------------------- | ------------------ | --------- | --- |
| Les données manquantes sont à compléter. |                               |                    |           | |
|                                          | 23 septembre 1905             | Pierre Even        |           | |
| 23 septembre 1905                        | 22 mai 1915                   | Jean Chapelain     |           | |
| 22 mai 1915                              | 13 juin 1915                  | Jean Cauret        |           | Faisant fonction de maire |
| 13 juin 1915                             | 15 mars 1920                  | François Domrault  |           | |
| 15 mars 1920                             | 26 décembre 1920              | Jean Litalien      |           | |
| 26 décembre 1920                         | 9 avril 1944                  | Jean Andrieux      |           | |
| 9 avril 1944                             | 18 mai 1945                   | Toussaint Le Fèvre |           | |
| 18 mai 1945                              | mai 1953                      | Angèle Benoist     |           | |
| mai 1953                                 | mars 1959                     | Joseph Quintin     |           | |
| mars 1959                                | juin 1995                     | Francis Sorgniard  |           | Maire honoraire |
| juin 1995                                | mars 2001                     | Jacques Guémas     |           | Clerc de notaire |
| mars 2001                                | 25 mai 2020                   | Loïc Déron         | DVG       | Concepteur retraité, maire honoraire (2022) 11e vice-président de Lamballe Communauté (2008 → 2014) 5e vice-président de Lamballe Communauté (2014 → 2016) |
| 25 mai 2020                              | En cours (au 19 janvier 2021) | Serge Guinard      | DVG       | Conducteur de travaux SNCF retraité 15e vice-président de Lamballe Terre et Mer (2023 → )                                                                  |

## Démographie
L'évolution du nombre d'habitants est connue à travers les recensements de la population effectués dans la commune depuis 1793. Pour les communes de moins de 10 000 habitants, une enquête de recensement portant sur toute la population est réalisée tous les cinq ans, les populations de référence des années intermédiaires étant quant à elles estimées par interpolation ou extrapolation. Pour la commune, le premier recensement exhaustif entrant dans le cadre du nouveau dispositif a été réalisé en 2007.

En 2022, la commune comptait 2 119 habitants, en évolution de +2,37 % par rapport à 2016 (Côtes-d'Armor : +1,78 %, France hors Mayotte : +2,11 %).
| 1793 | 1800 | 1806 | 1821 | 1831  | 1836  | 1841  | 1846  | 1851  |
| ---- | ---- | ---- | ---- | ----- | ----- | ----- | ----- | ----- |
| 918  | 973  | 955  | 981  | 1 125 | 1 132 | 1 112 | 1 165 | 1 227 |

| 1856  | 1861  | 1866  | 1872  | 1876  | 1881  | 1886  | 1891  | 1896  |
| ----- | ----- | ----- | ----- | ----- | ----- | ----- | ----- | ----- |
| 1 249 | 1 265 | 1 336 | 1 342 | 1 330 | 1 347 | 1 378 | 1 387 | 1 373 |

| 1901  | 1906  | 1911  | 1921  | 1926  | 1931  | 1936  | 1946  | 1954  |
| ----- | ----- | ----- | ----- | ----- | ----- | ----- | ----- | ----- |
| 1 380 | 1 324 | 1 286 | 1 153 | 1 148 | 1 088 | 1 078 | 1 022 | 1 025 |

| 1962  | 1968  | 1975  | 1982  | 1990  | 1999  | 2006  | 2007  | 2012  |
| ----- | ----- | ----- | ----- | ----- | ----- | ----- | ----- | ----- |
| 1 069 | 1 108 | 1 148 | 1 426 | 1 696 | 1 709 | 1 828 | 1 845 | 2 028 |

| 2017  | 2022  | - | - | - | - | - | - | - |
| ----- | ----- | - | - | - | - | - | - | - |
| 2 075 | 2 119 | - | - | - | - | - | - | - |

## Culture locale et patrimoine

### Lieux et monuments
- Église Saint-Pierre, de type roman et datant du XIXe siècle.
- Un manoir construit entre le XVe et le XVIe siècle est situé au centre du bourg, près de l'église.
- La chapelle de Notre-Dame-de-la-Rivière est située au bord de l'Évron, la rivière qui traverse la commune. Elle a été construite par les seigneurs du Cargouët au XVIIe siècle à l'emplacement d'une chapelle beaucoup plus ancienne qui datait du XIVe siècle. La chapelle abrite une statue de Saint-Pierre crée au XVIIIe siècle.
- On peut découvrir les vestiges de la Révolution et de la Seconde Guerre mondiale en s'aventurant dans les campagnes à travers un parcours de 27 km, de niveau facile, en partant du parking faisant face à la mairie de Pommeret.
- On y trouve aussi une salle omnisports, un terrain de tennis, deux terrains de foot, une maison des associations, deux écoles primaire et maternelle (une publique et une privée), une garderie et une bibliothèque. Ainsi que la mairie, le bureau de poste et la salle des fêtes. Mais aussi de nombreux chemins VTT.

## Fêtes et événements
Mardi 30 avril en soirée, repas organisé par le club de football.

## Associations
- un moto club « Les Pommes Pressées » qui a été créé en 2008
- un club d'athlétisme,
- un club de tennis,
- un club de basket,
- un club de foot,
- un club de vélo (sur route),
- une association théâtrale
- un club des jeunes (AJP) qui utilise un foyer.